# Прапор Лікіно-Дульово
Місто Лікіно-Дульово Оріхово-Зуєвського району Московської області Росії має власні символи – герб та прапор.

## Історія
Прапор міста Лікіно-Дульово затверджений 7 травня 1999 року та внесений у геральдичний реєстр РФ 31 березня 2008 року.

## Опис
В основу прапора поставлена композиція герба цього міста. У прапорі Лікіно-Дульово представлені символи місто утворюючих підприємств Лікінського автобусного заводу, Дульовського порцелянового заводу, Лікінської мануфактури та Дульовського заводу фарб. Прапор Лікіно-Дульово являє собою прямокутне полотнище з співвідношенням ширини до довжини 2:3, з чотирьох частин білого та блакитного кольорів. Також поділ прапора на чотири частини відображає  розташування міста на перехресті доріг Оріхово-Зуєво – Куровське та Павловський Посад – Шатура. Золотий хрест поєднує всі чотири частини
Четверочастное деление полотнища отражает также расположение города на перекрёстке дорог Орехово-Зуево — Куровское и Павловский Посад — Шатура. Золотой крест связывает воедино все части флага.